# Pomielin
Pomielin (niem. Pomehlen) – przysiółek wsi Wieprz w Polsce, w województwie warmińsko-mazurskim, w powiecie iławskim, w gminie Zalewo. W latach 1975–1998 miejscowość należała administracyjnie do województwa olsztyńskiego.
Miejscowość jest wzmiankowana w dokumentach z około 1396 roku jako wieś pruska na 10 włókach, pod nazwą Pomenelaucken (zobacz też lauks). W roku 1782 we wsi odnotowano 11 domów (dymów), natomiast w 1858 w 8 gospodarstwach domowych było 86 mieszkańców. W latach 1937–1939 było 90 mieszkańców. W roku 1973 - jako kolonia Pomielin - należał do powiatu morąskiego, gminy Zalewo, poczty Boreczno.
W okolicy przysiółka znajdują się kurhany staropruskie.
Obecnie w miejscowości nie ma zabudowy. Teren porośnięty drzewami, brak śladów po budynkach.